# Sint-Jan de Doperkerk (Neerlangel)

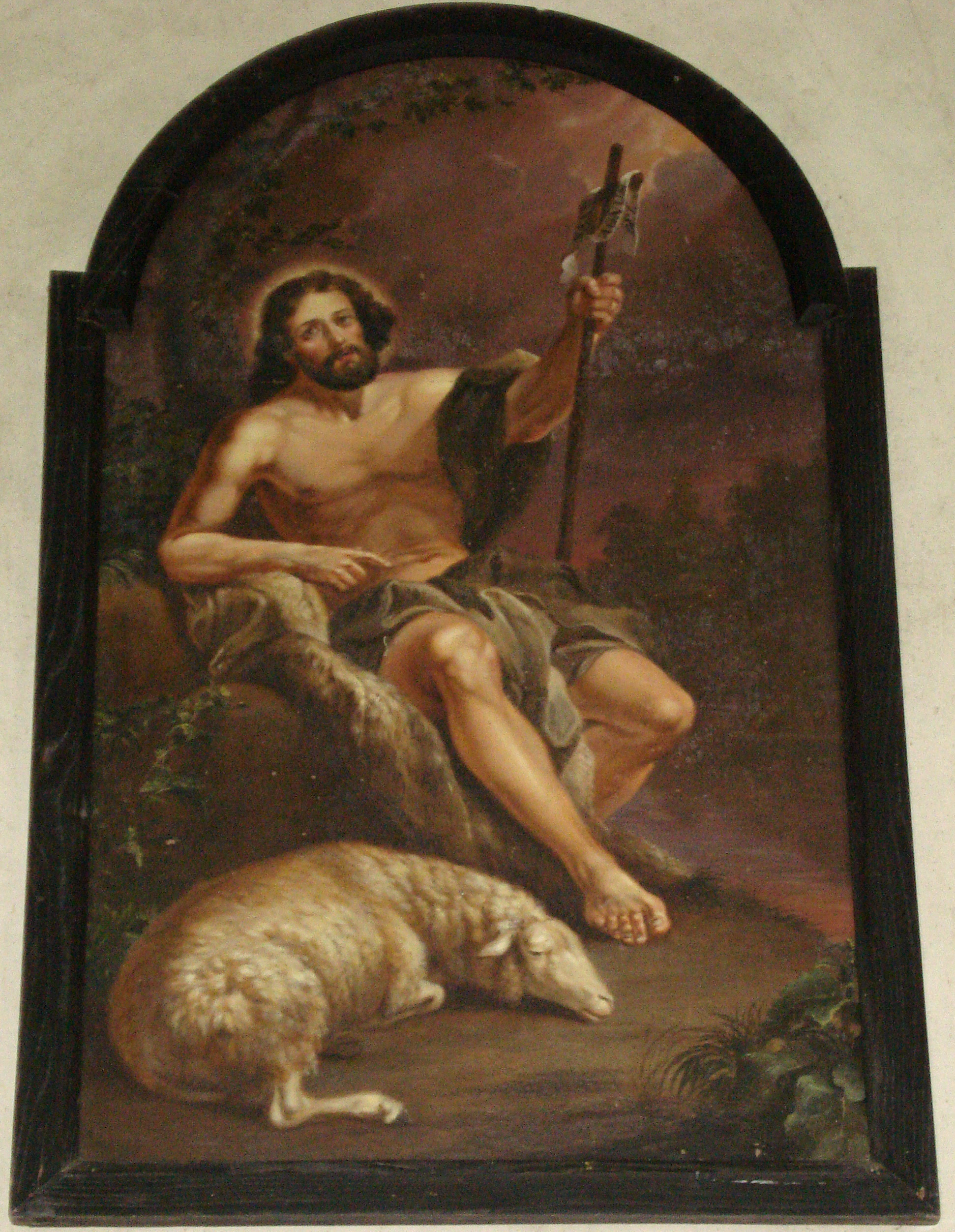
Sint-Jan de Doper (Johannes de Doper)

Sint-Jan de Doperkerk is een kerk te Neerlangel, in de Nederlandse gemeente Oss.

## Geschiedenis
De Sint-Jan de Doperkerk bevindt zich nabij de begraafplaats. De oudst bekende kerk op deze plaats werd in de elfde eeuw gebouwd op een rivierduin nabij de Maas. Het tufstenen muurwerk van de toren en een deel van de westmuur van het huidige kerkgebouw vormt het overblijfsel van deze van oorsprong geheel tufstenen kerk.
De originele tufstenen toren, die later met een geleding in baksteen is verhoogd, is de oudst overgebleven romaanse toren van Noord-Brabant. De toren is slank en onversierd, overeenkomstig enkele andere zeer vroege kerktorens.
Het schip van de kerk werd in 1869 wegens bouwvalligheid afgebroken en op de oude fundamenten werd een nieuw neogotisch schip gebouwd.

## Het interieur

### Altaren
De kerk had oorspronkelijk een hoofdaltaar en twee zij-altaren, uitgevoerd in een barokke stijl. Deze altaren zijn niet meer in de kerk aanwezig.
Het huidige hoofdaltaar komt uit de Sint-Jozefkapel van de Mannen-congregatie te Ravenstein. Op de vloer van de kerk is nog te zien waar de zij-altaren gestaan hebben. Op de plaats van deze verdwenen altaartjes staan nu op consoles een Maria- en Jozefbeeld in neogotische stijl. Voorheen stonden deze op de zij-altaren.

### Kruisweg
De kruisweg is in 2004 door een groep vrijwilligers uit Neerlangel en Ravenstein gerestaureerd.

### Klok
Op de kerkklok staat: Petit et Fritsen me HeiligeV.H fuderunt J837. Deze klok is in 1837 gegoten bij Klokkengieterij Petit & Fritsen. De herkomst van de letters HVH is vooralsnog onbekend. Het opschrift is zodanig onduidelijk dat ook 1839 gelezen kan worden. De klokkenstoel is door de Sint-Jansbroeders vernieuwd. In tegenstelling tot veel kerkklokken in de regio, is deze kerkklok tijdens de Tweede Wereldoorlog niet door de bezetter gestolen.

### Kunst
Twee andere opvallende elementen uit het interieur van de Sint-Jan de Doperkerk zijn een schilderij met Sint-Jan (Johannes de Doper) en een beeld van hem. Het schilderij toont Sint-Jan, herkenbaar aan het lam en zijn wijzende vinger naar het kruis in zijn linkerhand. Deze attributen verwijzen naar Christus, waarvan Sint-Jan als de voorloper wordt beschouwd. Het is onbekend wie het schilderij heeft gemaakt. Het is omstreeks 1850 vervaardigd, mogelijk in de tijd dat men dacht aan de vernieuwing van de kerk.
Het lindenhouten beeld van Johannes de Doper stamt ongeveer uit dezelfde tijd en is van de hand van de kunstenaar/beeldhouwer Dirk van Schadewijk uit Neerlangel.

## Sint-Jan en het Sint-Jansgilde
Het ruim 350 jaar oude Sint-Jansgilde, waarvan nagenoeg de gehele dorpsgemeenschap van Neerlangel lid is, stelt zich als eerste taak het in stand houden van het Sint-Jansfeest.
Vroeger was er de processie; nu het Heilige Lof en de Heilige Mis in de openlucht met daarna het koningsschieten.

## Activiteiten
In het kerkje vinden diverse religieuze activiteiten plaats. Hoogtepunt is het plechtig Lof op 24 juni, de feestdag van Sint-Jan. Hierbij is het voltallige Sint-Jansgilde aanwezig.

## Link
- Heemkunde Ravenstein, Neerlangel